# Njong
Njong est un village du Cameroun situé dans l’arrondissement (commune) de Santa, dans le département de Mezam et dans la Région du Nord-Ouest.

## Emplacement
Njong est situé à environ 264 km de Yaoundé, la capitale du Cameroun. L’aéroport le plus proche de Njong est celui de Bamenda, à 24 km.

## Population
Ce sont principalement des Ngemba.

Lors du recensement de 2005, on y a dénombré 2 971 habitants dont 1 511 hommes et 1 460 femmes.